# Federationen Bosnien och Hercegovinas vapen

Federationen Bosnien och Hercegovinas tidigare riksvapen

Federationen Bosnien och Hercegovinas riksvapen var federationen Bosnien och Hercegovinas tidigare officiella riksvapen. Federationen är en av två entiteter inom staten Bosnien och Hercegovina. Precis som den andra entiteten, Republika Srpska, har Federationen Bosnien och Hercegovina ett eget riksvapen och egen flagga. Båda entiteternas riksvapens officiella status är idag ifrågasatt eftersom Bosnien-Hercegovinas författningsdomstol den 29 januari 2007 dömt att alla riksvapen inom entiteterna skall tas bort. Vapnet, tillsammans med flaggan, antogs den 5 november 1996.
Vapnet består av tre mindre sköldar. Den övre skölden till höger har en grön bakgrund med en gyllene lilja, vilken symboliserar den bosniakiska folkgruppen. Den övre skölden till vänster består av ett röd-vitt schackbräde vilket symboliserar den kroatiska folkgruppen. Båda skölderna har historisk anknytning till respektive folkgrupp sedan medeltiden. Den nedre skölden har en blå bakgrund och tio stjärnor i en ring vilket symboliserar federationens 10 kantoner, samt påminner om EU:s flagga. Den serbiska befolkningen lämnades helt utanför, eftersom de ansågs vara representerade i Republika Srpskas statsvapen.
De båda sköldarna, som symboliserar två av entitetens folkgrupper, är hämtade från respektive grupps nationella symboler under Bosnienkriget. Jämför med bosniakiska symboler och bosnienkroatiska symboler. Liknande symboler användes även av bosniaker i Västbosnien och än idag i området Sandžak mellan dagens Serbien och Montenegro. Det rödvita schackbrädet är även riksvapen för Kroatien.